# Като белязани атоми
„Като белязани атоми“ е български игрален филм (драма) от 1979 година на режисьора Гриша Островски, по сценарий на Асен Георгиев. Оператор е Борис Янакиев. Музиката във филма е композирана от Любомир Денев.

## Актьорски състав
- Стефан Делев – Патис
- Димитър Марин – Боре
- Румен Димитров – Краси
- Йордан Гаджев – Койчо
- Ваня Цветкова – Тина
- Ненчо Христов – Бай Григор
- Иван Несторов – Кантонерът Пешо
- Бойко Илиев – Пери
- Иван Янчев
- Ивайло Христов
- Анелия Шуманова
- Ивайло Калоянчев
- Маргарита Карамитева
- Димитър Стайков
- Румяна Бочева
- Анастас Михайлов
- Калоян Цанов
- Добри Добрев
- Надя Савова
- Васил Спасов
- Димитър Милушев
- Станислав Пищалов